# Dommen
Dommen (originaltitel: The Verdict) er en amerikansk film fra 1982 instrueret af Sidney Lumet.

## Medvirkende
- Paul Newman – Frank Galvin
- Charlotte Rampling – Laura Fischer
- Jack Warden – Mickey Morrissey
- James Mason – Ed Concannon